# Klausová synagoga
Klausová synagoga je dosud největší synagogou v prostoru bývalého pražského ghetta a zároveň jediný zdejší dochovaný příklad raně
barokního slohu. V současné době ji spravuje Židovské muzeum v Praze.

## Historie

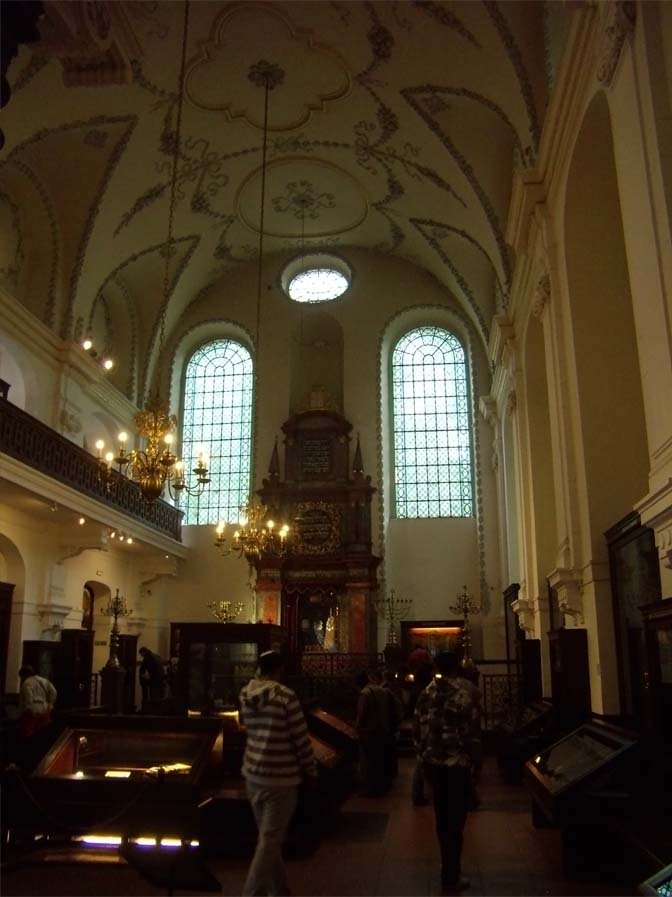
Interiér Klausové synagogy

### Počátky
Na místě, kde dnes stojí Klausová synagoga, nechal Mordechaj Maisel v 70. letech 16. století vystavět komplex dvou synagog a soukromé talmudické školy (zde vyučoval rabi Jehuda Leva ben Becalel). Od těchto „klaus“ (v jidiš klojz, z německého die Klaus, které pochází z latinského claustrum, což znamená „malou budovu“) získala také synagoga své jméno. Když klausy v roce 1689 padly za oběť velkému požáru ghetta, nechal představený jedné ze zničených synagog Šelomo Chališ Kohen postavit na místě klaus mezi léty 1689 a 1694 novou synagogu v raně barokním stylu. Dva roky po dokončení byla na náklady Samuela Oppenheima doplněna ještě o monumentální třístupňovou schránu na Tóru. V synagoze působili někteří významní rabíni, např. Eleazar Fleckeles.

### Novodobá historie
V letech 1883–1884 byla Klausová synagoga upravena a
obnovena architektem Bedřichem Münzbergerem (podílel se i na výzdobě Španělské synagogy). Během asanace pražského ghetta zůstala ušetřena, na rozdíl od Cikánovy, Velkodvorské a Nové synagogy, a stala
se tak jedinou zdejší ukázkou raně barokní architektury.
Za druhé světové války se v Klausové synagoze nacházel sklad i expozice válečného Židovského ústředního muzea. Již rok po válce se zde návštěvníci Státního židovského muzea mohli seznámit se židovskými svátky a zvyky. V letech 1960, 1979–1981 a 1983 (aron ha-kodeš) byla budova opravována. Rok po poslední zmíněné rekonstrukci se v synagoze otevřela nová expozice židovských rukopisů a tisků.

### Současnost
Neuplynulo však ani desetiletí a synagoga byla (mezi léty 1995 a 1996) znovu obnovována. Rok nato se expozice vrátila k původní tematice židovských svátků a zvyků. Návštěvník se zde může seznámit s náležitostmi synagogy a bohoslužby, která v ní probíhá, poznat židovské svátky a základní texty judaismu, Tóru a Talmud, včetně náčiní a ozdob, které hrají významnou roli při bohoslužebném zacházení s Tórou. Život židovské rodiny je zde představen ve své každodennosti i významných milnících: narození, obřízka, přechod k dospělosti, sňatek, atd. (závěru lidského života a instituci, která se jím zabývá, pohřebnímu bratrstvu, se věnuje navazující expozice v obřadní síni).